# Werner Lorenz (Historiker)

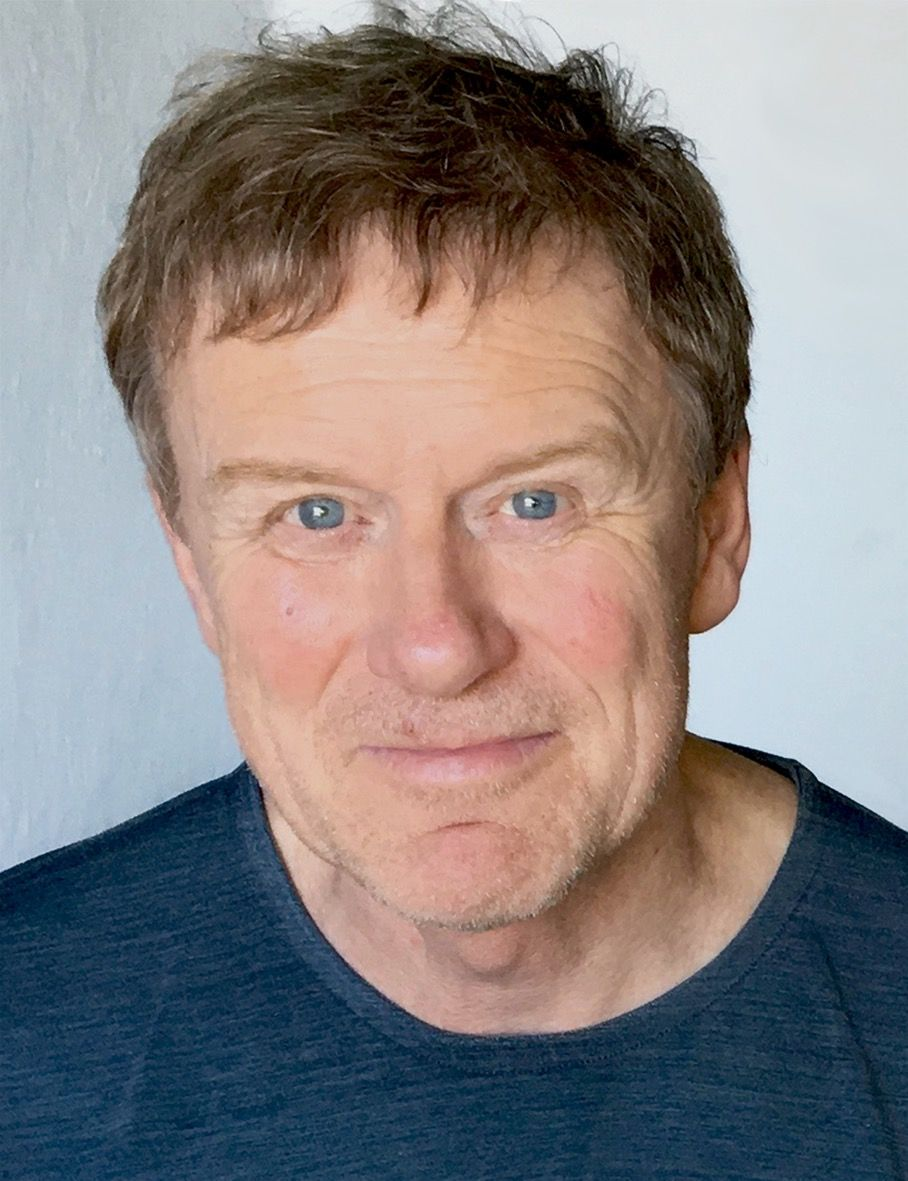
Werner Lorenz

Werner Lorenz (* 1. Februar 1953 in Osnabrück) ist ein deutscher Bauingenieur und Historiker der Bautechnik. Er war Inhaber des Lehrstuhls für Bautechnikgeschichte und Tragwerkserhaltung an der BTU Cottbus-Senftenberg, wo er seit seiner Emeritierung als Honorarprofessor für Bautechnikgeschichte wirkt. Außerdem war er von 1999 bis 2018 gesellschaftender Geschäftsführer des Berliner Ingenieurbüros Lorenz & Co. (seit 2018 Dr. Fischer & Co.).

## Leben
Lorenz wurde als zweites von fünf Kindern eines Internisten in Osnabrück geboren. Nach seinem Abitur im altsprachlichen Zweig des Gymnasiums Carolinum in Osnabrück 1971, studierte er Bauingenieurwesen mit der Vertiefungsrichtung Statik und der Baukonstruktionen an der TU Berlin und war ab 1974 wissenschaftliche Hilfskraft an den dortigen Fachgebieten Mechanik bei Peter Gummert sowie Statik der Baukonstruktionen bei Gebhard Hees. Bei Letzterem verfasste er 1980 im Themenbereich der Finiten Elemente seine Diplomarbeit und wirkte daran anschließend bis 1984 als Statiker und Tragwerksplaner in einem Ingenieurbüro in Berlin. Handwerkliche Kompetenz zu seinem Ingenieurwissen sammelte er ab 1983 mit dem eigenhändigen Wiederaufbau eines alten zerstörten Bauernhauses in Italien.
Der Besuch eines Seminars zu Nietzsches „Vom Nutzen und Nachteil der Historie für das Leben“. an der FU Berlin wurde zum Anstoß für eine intensive Auseinandersetzung mit den historischen Zusammenhängen des Bauingenieurwesens. Zugleich schärfte  die Arbeit als Wissenschaftlicher Mitarbeiter bei Klaus Dierks vom Fachgebiet Tragwerkslehre an der Architekturfakultät der TU Berlin in den Jahren 1984 bis 1989 Lorenz' Bewusstsein für die ästhetischen Dimensionen von Baukonstruktionen.
1988 unterrichtete er als Gastdozent des DAAD an der renommierten École Nationale des Ponts et Chaussées in Paris. Parallel arbeitete Lorenz an seiner Dissertation zum Thema „Bauen mit Eisen im Berliner Raum 1797–1850“, mit der er 1992 an der TU Berlin bei Klaus Dierks zum Dr.-Ing. promoviert wurde. Die mit „Summa cum laude“ bewertete Arbeit erschien später unter dem Titel „Konstruktion als Kunstwerk“ in Buchform.
1993 wurde Werner Lorenz zum ersten Universitätsprofessor für Bautechnikgeschichte in Deutschland an die Brandenburgische Technische Universität Cottbus (BTU) berufen. Seiner frühzeitigen Integration des Umgangs mit historischen Ingenieurbauwerken in die Lehre trug zehn Jahre später die Umbenennung des Lehrstuhls in „Bautechnikgeschichte und Tragwerkserhaltung“ auch formal Rechnung. Seit seiner Emeritierung im Herbst 2018 wirkt er an der BTU Cottbus-Senftenberg als Honorarprofessor für Bautechnikgeschichte. Anlässlich seiner Emeritierung fand am 27. und 28. September 2018 im Dieselkraftwerk Cottbus das Kolloquium Konstruktionssprachen: Ein sinnvolles Periodisierungsmodell? statt, dessen schriftliche Fassung Ende 2020 als Band 5 der von Klaus Rheidt und Werner Lorenz herausgegebenen Reihe Kulturelle und technische Werte historischer Bauten vorgelegt wurde.
Neben seiner Hochschultätigkeit war Werner Lorenz seit Mitte der 1980er Jahre auch regelmäßig als Tragwerksplaner und Gutachter tätig. 1996 erfolgte eine erste Bürogründung, aus der 1999 über Umwege die Prof. Dr. Lorenz & Co Bauingenieure GmbH hervorging. Das auf die Ertüchtigung und Instandsetzung denkmalgeschützter Ingenieurkonstruktionen spezialisierte Planungsbüro wird seit Lorenz' Ausscheiden aus der Geschäftsführung im Herbst 2018 von seinem ehemaligen Partner Michael Fischer unter dem Namen Dr. Fischer & Co. weitergeführt.
Der Pionier für die Etablierung der Bautechnikgeschichte in der deutschen Forschungslandschaft zählt auch international zu den führenden Vertretern der dort unter dem Signum Construction History geführten Disziplin. So organisierte sein Lehrstuhl 2009 den 3. Internationalen Kongress für Bautechnikgeschichte (IIIrd International Congress on Construction History).
Die frühen Bauten aus Eisen und Stahl haben maßgeblich Werner Lorenz' Arbeit als Forscher und Ingenieur bestimmt. Daneben widmete er sich aber auch zahlreichen anderen Themenbereichen ingenieurmäßigen Bauens und des zugehörigen Kontexts von der Antike bis zur Moderne. 2019 bestellte ihn die Deutsche Forschungsgemeinschaft zum Koordinator des DFG-Schwerpunktprogramms 2255 „Kulturerbe Konstruktion – Grundlagen einer ingenieurwissenschaftlich fundierten und vernetzten Denkmalpflege für das bauliche Erbe der Hochmoderne“, in dem Geschichtswissenschaften, Bauingenieurwesen und Denkmalpflege zusammengeführt werden sollen.
Werner Lorenz ist Vorsitzender und Beiratsmitglied in zahlreichen Gremien, darunter auch Vorsitzender bei der gemeinnützigen Vera Gerdau Stiftung. Seit 2007 organisiert er gemeinsam mit Karl-Eugen Kurrer die Vortragsreihe „Praktiken und Potenziale von Bautechnikgeschichte“ am Deutschen Technikmuseum.

## Schriften (Auswahl)
- Konstruktion als Kunstwerk. Bauen mit Eisen in Berlin und Potsdam 1797–1850. Berlin: Gebr. Mann Verlag, 1995. ISBN 3-7861-1774-8.
- 200 Jahre Stahlbau in Berlin – Zum Umgang mit Altbauten in Eisen und Stahl. In: Stahlbau. 66, Heft 6, 1997, S. 289–290. (Einführung als Herausgeber).
- mit Carsten Seifert und Harald Bodenschatz: Das Finowtal im Barnim: Wiege der brandenburgisch-preußischen Industrie. Hrsg. von der Stadt Eberswalde, Berlin; Transit 1998.
- mit B. Szafranski: Ertüchtigung statt Abriß! In: G. Wachter, B. Jäger (Hrsg.): Abriß oder Ertüchtigung. Berlin: Vice Versa, 1999, ISBN 3-9803212-9-0, S. 93–112.
- mit Torsten Meyer (Hrsg.): Technik und Verantwortung im Nationalsozialismus. (= Cottbuser Studien zur Geschichte von Technik, Arbeit und Umwelt. Band 25). Waxmann, 2004, ISBN 3-8309-1407-5, S. 1–18.
- mit Karl-Eugen Kurrer, Volker Wetzk (Hrsg.): Proceedings of the Third International Congress on Construction History: Brandenburg University of Technology Cottbus, Germany, 20th – 24th May 2009. 3 Bände,  Berlin: Neunplus 1, 2009.
- Stahlbau unter Denkmalschutz. In: Stahlbau. 80, Heft 6, 2011, S. 377–378. (Einführung als Herausgeber).
- mit Christiane Kaiser: Die Fleischbrücke in Nürnberg. (= Historische Wahrzeichen der Ingenieurbaukunst. Band 9). Berlin: Bundesingenieurkammer, 2011, ISBN 978-3-941867-07-9.
- mit Roland May und Jürgen Stritzke: Die Großmarkthalle Leipzig. (= Historische Wahrzeichen der Ingenieurbaukunst. Band 14). Berlin: Bundesingenieurkammer 2013.
- Das Neue Museum., (= Historische Wahrzeichen der Ingenieurbaukunst. Band 15). Berlin: Bundesingenieurkammer 2014.
- Vortrag zum Schinkelfest 2015 Ingenieurbaukunst: Heimkehr. Aufbruch. PDF
- Bautechnikgeschichte in der Ausbildung von Bauingenieuren an deutschsprachigen Hochschulen. (PDF; 389 kB).
- mit Roland May und Hubert Staroste: Ingenieurbauführer Berlin. Petersberg: Michael Imhof Verlag, 2020, ISBN 978-3-7319-1029-9.
- mit Bernard Espion: Die Sendehalle von Radio Europe 1 in Berus (= Historische Wahrzeichen der Ingenieurbaukunst. Band 28). Berlin: Bundesingenieurkammer 2021, ISBN 978-3-941867-38-3.
- mit Sergej G. Fedorov und Bernhard Heres: Eiserne Eremitage. Bauen mit Eisen im Russland der ersten Hälfte des 19. Jahrhunderts. (2 Bände). Edition Bautechnikgeschichte hrsgn. v. Werner Lorenz u. Karl-Eugen Kurrer. Berlin: Ernst & Sohn, 2022, ISBN 978-3-433-03156-8.

## Sekundärliteratur
- Volker Wetzk, Roland May: Werner Lorenz. In: Stahlbau. Heft 2, 2018, S. 166–167.